# 遠泳
遠泳（えんえい）、長距離水泳（ちょうきょりすいえい）とは、海・湖・川といった自然の水域において長い距離を泳ぐ行為である。
日本では学校などを中心に集団で行うものがよく知られる。大人数が列をなして泳ぐさまは夏の風物詩とされ、季語にもなっている。本記事では、日本における伝統的な集団遠泳を「日本の狭義の遠泳」と呼称する。また、海峡を泳いで渡る行為についても本記事中で述べる（#海峡横断泳、#著名な遠泳記録）。
ほか、スポーツ（競技）として国際的なルールを定めた長距離の競泳種目については、オープンウォータースイミングを参照。

## 歴史

### 欧州
1875年8月24日、マシュー・ウェッブがイギリスのアドマイ埠頭からフランスのカレー海岸に泳ぎ渡った。このときの記録は21時間45分だった。
マシュー・ウェッブによるイギリスからフランスへの遠泳をきっかけにドーバー海峡は遠泳のメッカとなった。
これらの記録は、単独または少人数でサポートを受けながら時間を競う要素もあり「日本の競技の遠泳」の要素は少ない。

### 日本
江戸時代の日本では、各藩において武芸十八般の1つとして水術の修得が奨励された。
日本泳法の流派の1つ、観海流はより長く泳ぐために発生したもので、津藩が採用したものである。平泳ぎを基本としたその泳法は遠泳に適しているとされる。観海流には陣笠や鉢巻、水衣、水褌などを着用し、陣太鼓にあわせて掛け声をかけながら集団で遠泳を行う「古式沖渡り」がある。
明治時代になるとこれらの泳ぎを修得する機会として、遠泳が海軍や学校教育において採り入れられた。昭和期にはさまざまな形式で遠泳大会が各地の海水浴場で開かれた。

## 日本における現代の遠泳

### 概説
日本において昭和期から続く、狭義の遠泳について述べる。
現代でも臨海学校を行う学校では、その行事としてしばしば海・湖などで遠泳を実施し、生徒たちが隊列を組んで集団で泳ぐ。最後まで隊列を崩さずに全員が完泳することが目標である。そのために個々人の泳力の向上が求められることはもちろん、一定のペースで泳ぐこと、周囲の状況を確認しながら（原則として顔を上げたまま）泳ぐこと、潮流・潮汐・波浪・風の影響や強い日射に耐え、足のつかない（底の見えない）深さに対する恐怖心・不安感を克服すること、全員で1つの目標を達成する協調性も求められる。
泳力のある指導者が隊列の先頭・後方・外側で隊列全体に目を配り、方向を示し、脱落しそうな者を発見次第接近して安全を確保する。また、責任者は船で伴走して生徒を支援、監視し、遠泳継続不能な者は伴走船に収容する。トラブルに備え、参加者全員を収容できるだけの伴走船が準備される。
速く泳ぐことよりも長い距離を泳ぎ切ることに主眼がおかれ、精神的および肉体的鍛錬の1つとして位置づけられている。団体で泳ぐことで、集団生活における協調性を養うことや、ともに完泳することによって互いに達成感を共有し、仲間との精神的一体感を醸成することもその目的である。今日でも遠泳を実施している伝統校は、古式に則った形式で精神的および肉体的鍛錬として泳ぐ学校が多い。

### 伝統行事として遠泳を行なっている主な学校
- 海上自衛隊第1術科学校 - 1888年〜[2]
- 海上保安大学校 - 1888年～
- 学習院中等科 - 1913年〜[3]
- 東京都立新宿高等学校 - 1922年〜[4]
- 東海中学校 - 1911年～
- 東京学芸大学附属小金井小学校
- 千代田区立九段中等教育学校（東京都立九段高等学校、東京第一市立中学校）1927年〜至大荘（しだいそう）行事

東京学芸大学附属大泉小学校

## 海峡横断泳
海峡を泳いで渡る行為は冒険的要素を含む。エクストリームスポーツの一種と考えられる。日本における狭義の遠泳とは異なる。
第一に泳ぎ切る事に意義がある。多くは単独泳（当然、支援船・支援者は多数）だが、リレー形式をとることもある。10時間を超える場合もあり、体温の維持、水分・栄養分の補給に十分な配慮が必要である。
挑戦者が多い有名な海峡横断泳では、記録が公認されるなどの組織的な活動が見られる。有名な海峡横断泳には、ドーバー海峡横断泳（イギリス - フランス間）、ロットネスト海峡横断泳（オーストラリア）、オーシャンズセブン制覇などがある。詳細は後述。

## 著名な遠泳記録

### 世界の海峡横断記録
| 海峡           | 方向  | 距離          | 氏名               | 年齢 | 性別 | 日付             | 時間       | 備考                                           |
| -------------- | ----- | ------------- | ------------------ | ---- | ---- | ---------------- | ---------- | ---------------------------------------------- |
| ドーバー海峡   | 英→仏 | 39mi (64km）  | マシュー・ウェッブ | 27   | 男   | 1875年8月24日    | 21時間45分 | 史上初                                         |
| ベーリング海峡 | 米→ソ | 2.7mi (4.3km) | リン・コックス     | 30   | 女   | 1987年8月7日     | 2時間6分   | 史上初。水温5℃前後。体重95kg。冷戦の緩和に貢献 |
| フロリダ海峡   | 玖→米 | 110mi (177km) | ダイアナ・ナイアド | 64   | 女   | 2013年9月2日到達 | 約53時間   | サメよけ無しでは史上初。5度目の挑戦            |

### 日本周辺の海峡横断記録
| 海峡     | 方向  | 距離 | 氏名                       | 日付          | 時間       | 備考                                                |
| -------- | ----- | ---- | -------------------------- | ------------- | ---------- | --------------------------------------------------- |
| 津軽海峡 | 北→青 | 20km | 中島正一                   | 1967年8月27日 | 10時間20分 | 史上初だが途中で3回船に引き上げられたため非公式記録 |
| 津軽海峡 | 北→青 | 27km | スティーブン・レッドモンド | 1990年7月     | 6時間16分  |                                                     |
| 津軽海峡 | 青→北 | 27km | スティーブン・レッドモンド | 1990年7月     | 6時間34分  |                                                     |
| 津軽海峡 | 北→青 | 27km | 五十嵐憲                   | 1999年7月     | 11時間30分 |                                                     |
| 津軽海峡 | 青→北 | 27km | 藤田美幸                   | 2005年8月30日 | 11時間36分 |                                                     |
| 宗谷海峡 | 日→露 | 43Km | 五十嵐憲                   | 2002年7月     | 20時間1分  |                                                     |
| 対馬海峡 | 日→韓 | 56Km | 五十嵐憲                   | 2003年7月     | 18時間37分 | 3日に分けて実施                                     |
| 奥尻海峡 | 奥→北 | 27km | 五十嵐憲                   | 2006年8月14日 | 13時間30分 |                                                     |

## オープンウォータースイミング
『オープンウォータースイミング（OWS）』とは、自然環境における長距離の水泳を、ルールを設けた競技（スポーツ）として行うものである。日本における狭義の遠泳とは異なる。